# Bogdan Derč
Bogdan Derč, slovenski zdravnik pediater, * 6. februar 1880, Ljubljana, † 17. oktober 1958, Ljubljana.

## Življenje in delo
Po maturi v Ljubljani je leta 1904 diplomiral na medicinski fakulteti v Gradcu in nato v Ljubljani opravil specializacijo pri kirurgu Edu Šlajmerju ter nato kot volonter odšel še na pediatrično specializacijo na Dunaj in Gradec. Leta 1907 se je vrnil v Ljubljano kot prvi slovenski specialist pediater.
Njegovo delovanje je razvrščeno na tri obdobja. Od 1907 do prevzema vodstva Otroške bolnišnice v Ljubljani je imel zasebno prakso. Leta 1919 je bil imenovan za predstojnika Otroške bolnišnice v Ljubljani. V njenem okviru je 1933 osnoval posvetovalnico za matere z dojenčki. Bolnišnico je reorganiziral saj je najboljšo skrb za otroke videl v združeni pediatriji v kateri bi bili oddelki za vse otroške bolezni. V tretje obdobje pa sodi njegovo delovanje po 2. svet. vojni, ko je postala otroška bolnišnica osnova pediatrične klinike. Derč je kot prvi redni profesor pediatrije na popolni Medicinski fakulteti v Ljubljani postal 31. junija 1945 njen predstojnik in jo vodil do upokojitve 1947.
Derčeva strokovna prizadevanja so bila usmerjena predvsem v pravilno prehrano novorojenčkov in dojenčkov. Objavil je več člankov in zdravstvenovzgojnih prispevkov, ter napisal knjigo Dojenček, njega negovanje in prehrana (COBISS)